# Lokalna Rada Samorządowa Nauru
Lokalna Rada Samorządowa Nauru (ang. Nauru Local Government Council) – drugi organ władzy, który został powołany dla mieszkańców Nauru. Jej główne czasy aktywności przypadały na lata 1951–1966, potem straciła na ważności. Następczyni Rady Wodzów, poprzedniczka Rady Legislacyjnej.
Poprzedniczką rady samorządowej była Rada Wodzów, która istniała w latach 1927–1951. Nie miała ona wielu uprawnień. Rdzenni mieszkańcy ciągle dążyli do zwiększenia ważności tejże instytucji. Uprawnienia zwiększono, ale po utworzeniu nowego organu władzy.
Początki nowej instytucji miały miejsce w dniu 20 sierpnia 1951 roku, kiedy australijska administracja (Nauru wówczas należało do Australii) wydała specjalny dekret, w którym zgodziła się na utworzenie nowego organu władzy (po licznych prośbach mieszkańców, a także po wizycie przedstawicieli ONZ). W grudniu tego roku zlikwidowano Radę Wodzów, natomiast do życia została powołana Lokalna Rada Samorządowa Nauru. Pierwsze wybory miały miejsce 15 grudnia 1951 roku. W jej skład weszło dziewięciu polityków z ośmiu okręgów wyborczych (z siedmiu jednomandatowych i z jednego dwumandatowego). Politycy byli wybierani w wyborach bezpośrednich na okres czterech lat.
W całej historii istnienia rady było trzech przewodniczących. Pierwszym był Timothy Detudamo, który pełnił tę funkcję od 18 grudnia 1951 roku do dnia swojej śmierci, tj. 11 kwietnia 1953. Następnym przewodniczącym został Raymond Gadabu, który przewodniczył do końca pierwszej kadencji. Na kolejnego przewodniczącego wybrano Hammera DeRoburta, który pełnił tę funkcję do końca istnienia Lokalnej Rady Samorządowej (styczeń 1966).
Wybory do Lokalnej Rady Samorządowej Nauru organizowano czterokrotnie, po raz ostatni w 1963 roku. Głównym celem tego organu było zapewnienie mieszkańcom prawa uczestnictwa w życiu wyspy. Jednak rzeczywistą kontrolę nad wyspą nadal posiadała Australia, ponieważ organ ten nie był bytem politycznym, który miałby zadecydować o przyszłości Nauru. Doprowadziło to w latach sześćdziesiątych do zwiększenia motywacji dla utworzenia własnego państwa. W 1966 roku powołano Radę Legislacyjną, przez co Lokalna Rada Samorządowa straciła na ważności. Odtąd, koncentrowała ona swe wysiłki tylko na działaniach lokalnych. Istniała do 1992 roku, kiedy zastąpiono ją Radą Wyspy Nauru.